# Phalanger lémurien
Hemibelideus lemuroides
Pour les articles homonymes, voir Phalanger et Phalanger (homonymie).
Genre
Espèce
Répartition géographique
Statut de conservation UICN

 NT  : Quasi menacé
Le phalanger lémurien (Hemibelideus lemuroides ; en anglais : Lemur-like Ringtail Possum, ou Lemuroid Ringtail Possum) est un des plus singuliers membre du groupe des possums à queue en anneau australiens. En fait il est beaucoup plus proche du grand planeur (Petauroides volans) que des autres possums.
Hemibelideus lemuroides est la seule espèce du genre Hemibelideus.

## Description
Il se distingue des autres possums par sa queue beaucoup plus fournie. Il se distingue du grand planeur par la taille de sa membrane volante qui est plus petite et par ses oreilles dénudées. Il existe sous deux couleurs différentes: la plus commune est d'un brun « chocolat », l'autre, plus rare, blanche que l'on trouvait dans la forêt tropicale de Daintree et que l'on n'a plus vu depuis 2005,.
photo

## Distribution et habitat
On le trouve dans un petit territoire entre Ingham et Cairns dans le Queensland, en Australie. On en trouve une population isolée sur le plateau Carbine.

## Galerie

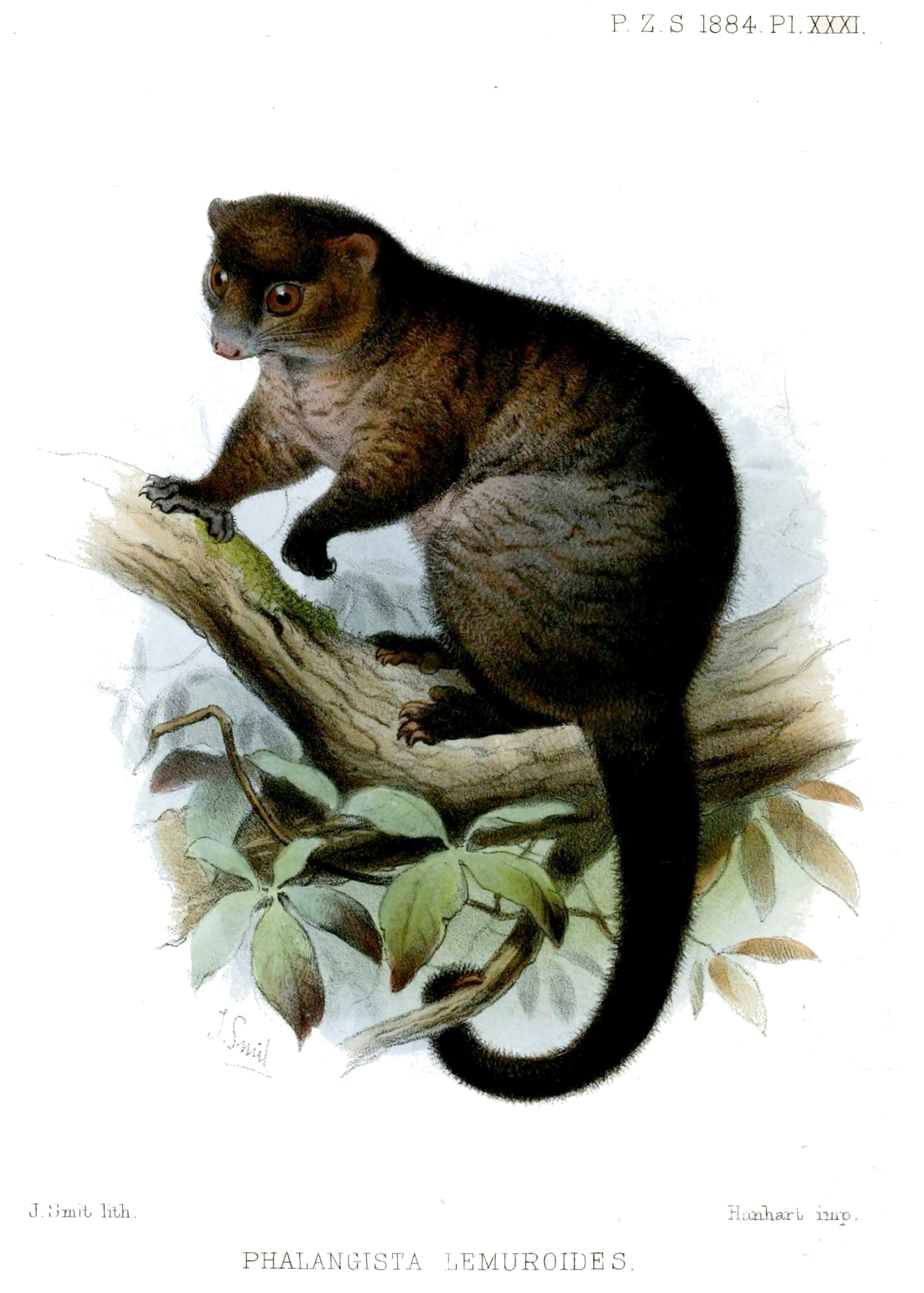